# Carlo Gervasoni (musicista)
Carlo Gervasoni (Milano, 4 novembre 1762 – Borgo Val di Taro, 4 giugno 1819) è stato un organista, violinista e compositore italiano, oltre che clavicembalista, filosofo e teorico musicale.

## Biografia
Dopo aver rinunciato ai voti e spinto dal padre agli studi ingegneristici piuttosto che a quelli musicali, dopo la morte del padre fu costretto a ripiegare sulla più concreta e remunerativa attività lavorativa di contabile. Le sue doti musicali comunque lo spinsero a portare parallelamente avanti i suoi interessi per la musica che divennero sempre più intensi. Studiò ogni forma di canto, strumento, opera e, rendendosi conto che non esisteva, volle creare un trattato universale per tutti i musicisti riguardante tutte le forme musicali allora conosciute.
Dopo dieci anni di duro lavoro pubblicò a Piacenza nel 1800 "La scuola della musica" un importante trattato che fu però anche aspramente criticato dai contemporanei per l'eccessiva semplificazione di alcuni concetti e della pratica della composizione contrappuntistica su nuove melodie piuttosto che sulle antiche melodie del cantus firmus.
Pubblicò nel 1812 a Parma la "Nuova teoria di musica ricavata dall'odierna pratica". Resta comunque anche in questa opera il suo senso tutto illuminista di semplificazione dei testi per renderli funzionali, comprensibili a tutti e diffonderli il più possibile. Come "Elementi Teorico Pratici di musica - L'arte di suonare il violino" del 1796 di Francesco Galeazzi getta le basi per il bitematismo e la ripetizione dell'esposizione nella forma sonata, così il trattato di Gervasoni del 1800 è particolarmente importante perché definisce linee guida fondamentali per le modulazioni nella forma sonata definita solo a partire dal 1816 da Reicha e successivamente da Carl Czerny.

## Discografia
- Carlo Gervasoni, Opera Omnia for the Bortogaro Serassi Organ. World Première Recordings, 2014; organist: Mario Genesi (includes 26 tracks).